# Poříčí u Litomyšle
Poříčí u Litomyšle là một làng thuộc huyện Svitavy, vùng Pardubický, Cộng hòa Séc.